# Tollens' reagens
Tollens reagens bruges til at skelne aldehyder fra ketoner, da aldehyder (eftersom det dobbeltbundne O er endestillet) lader sig oxidere, mens ketoner ikke let oxideres (en undtagelse er α-hydroxy ketoner).
Tollens reagens bruges fx i forbindelse med 2,4-dinitrophenylhydrazin - efter man med 2,4-DNPH har fundet ud af, at et pågældende stof er et aldehyd eller en keton, kan man bruge Tollens reagens til at skelne mellem de to.
I Tollens' reagens reagerer komplekset Ag(NH3)2+ med aldehyder og danner et karakteristisk sølvspejl Ag(s).
- Diamminsølv

Tollens reagens har en kort levetid, hvilket betyder at det ikke er muligt at købe, men derimod laves lige inden man foretager sig den kemiske test.
| Kemi | Spire Denne artikel om kemi er en spire som bør udbygges. Du er velkommen til at hjælpe Wikipedia ved at udvide den. |